# Antigua e Barbuda ai Giochi olimpici
Antigua e Barbuda ha partecipato per la prima volta ai Giochi olimpici nel 1976, come Associated State of Antigua, prima dell’indipendenza.
Gli atleti antiguo-barbudani non hanno mai vinto medaglie ai Giochi olimpici estivi, né hanno mai partecipato ai Giochi olimpici invernali.
L'Associazione Olimpica di Antigua e Barbuda, creata nel 1966, venne riconosciuta dal CIO nel 1976.

## Medaglieri

### Medaglie alle Olimpiadi estive
| Giochi              | Oro              | Argento          | Bronzo           | Totale           |
| ------------------- | ---------------- | ---------------- | ---------------- | ---------------- |
| Montreal 1976       | 0                | 0                | 0                | 0                |
| Mosca 1980          | non partecipante | non partecipante | non partecipante | non partecipante |
| Los Angeles 1984    | 0                | 0                | 0                | 0                |
| Seoul 1988          | 0                | 0                | 0                | 0                |
| Barcellona 1992     | 0                | 0                | 0                | 0                |
| Atlanta 1996        | 0                | 0                | 0                | 0                |
| Sydney 2000         | 0                | 0                | 0                | 0                |
| Atene 2004          | 0                | 0                | 0                | 0                |
| Pechino 2008        | 0                | 0                | 0                | 0                |
| Londra 2012         | 0                | 0                | 0                | 0                |
| Rio de Janeiro 2016 | 0                | 0                | 0                | 0                |
| Tokyo 2020          | 0                | 0                | 0                | 0                |
| Parigi 2024         | 0                | 0                | 0                | 0                |
| Totale              | 0                | 0                | 0                | 0                |